# دوجي رات
دوجي رات هي بلدية تقع في دولة كرواتيا وتحديداً في مقاطعة سبليت دالماسيا يبلغ عدد سكانها 7,092 نسمة (تعداد 2011)، 98% منهم كرواتيون.  في الكرواتية دوجي فار يعني "الرأس الطويل".